# Saturn C-2
För andra betydelser, se Saturn.
Saturn C-2 en raket i Saturn-serien som aldrig kom längre än ritbordet.